# فريدريك إدوارد وارنر
فريدريك إدوارد وارنر  (بالإنجليزية: Frederick Warner)‏(31 مارس 1910 - 3 يوليو 2010) هو مهندس كيميائي بريطاني وعضو في الجمعية الملكية والأكاديمية الملكية للهندسة وحاصل على وسام ليفرهيلم في عام 1978 ووسام بوكانان في 1982.
في عام 1986 قام قريدريك إدوارد وارنر بتجميع البعض من العلماء، كلهم كانو فوق جيل الخمسة والستون عاماً, لزيارة مفاعل تشرنوبيل.